# Rue Jouffroy-d'Abbans (Paris)
La rue Jouffroy-d'Abbans est une voie du 17e arrondissement de Paris, en France.

## Situation et accès

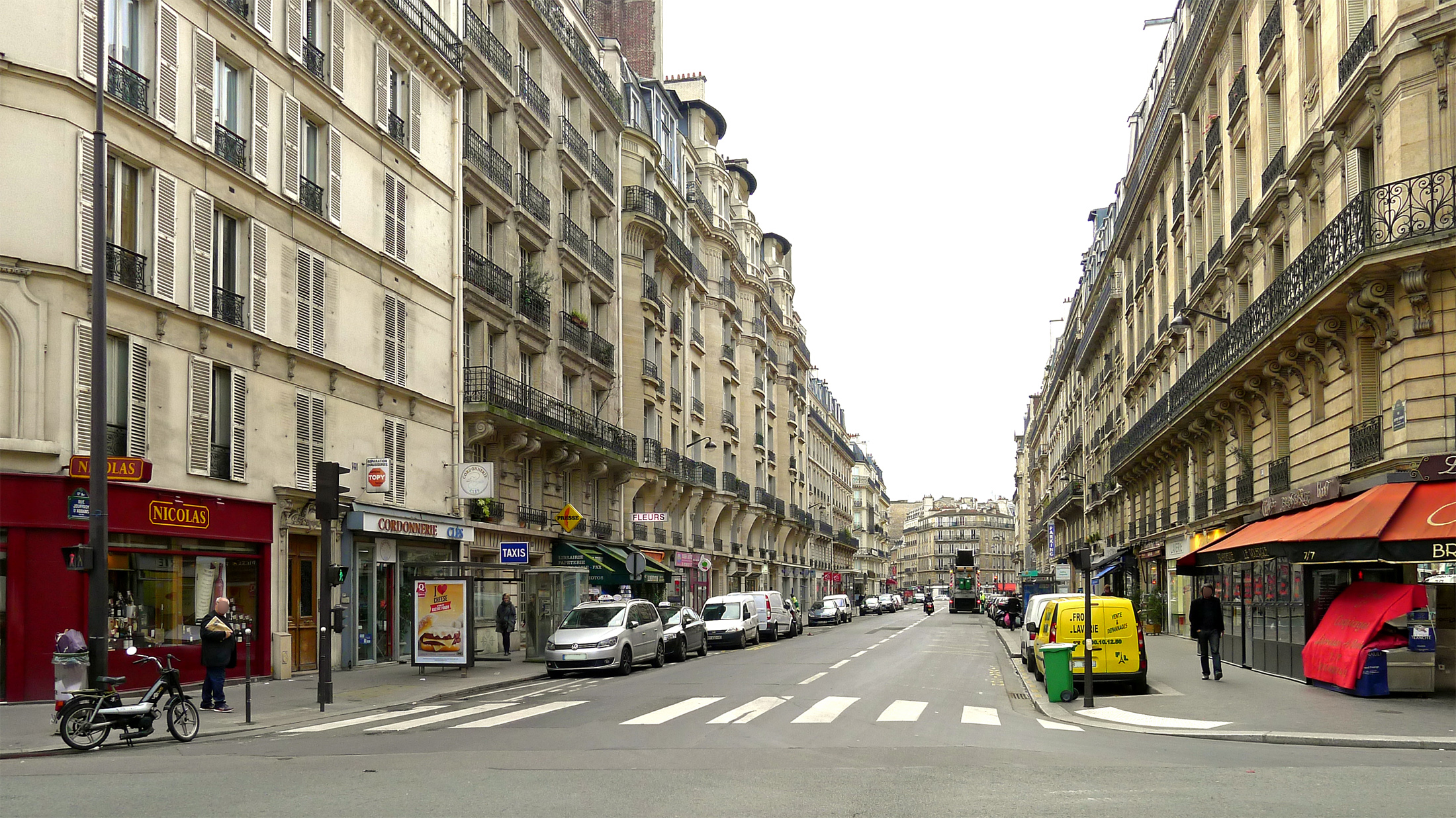
Voie vue depuis la rue de Tocqueville.

La rue Jouffroy-d'Abbans est une voie publique située dans le 17e arrondissement de Paris. Elle débute au 1, boulevard Pereire et se termine au 80, avenue de Wagram.
Le carrefour avec le boulevard Malesherbes et la rue Ampère est nommé « place du Nicaragua ». Le carrefour avec l'avenue de Villiers et la rue Brémontier forme la place Monseigneur-Loutil.
Ce site est desservi par la ligne 3 à la station de métro Wagram.

## Origine du nom

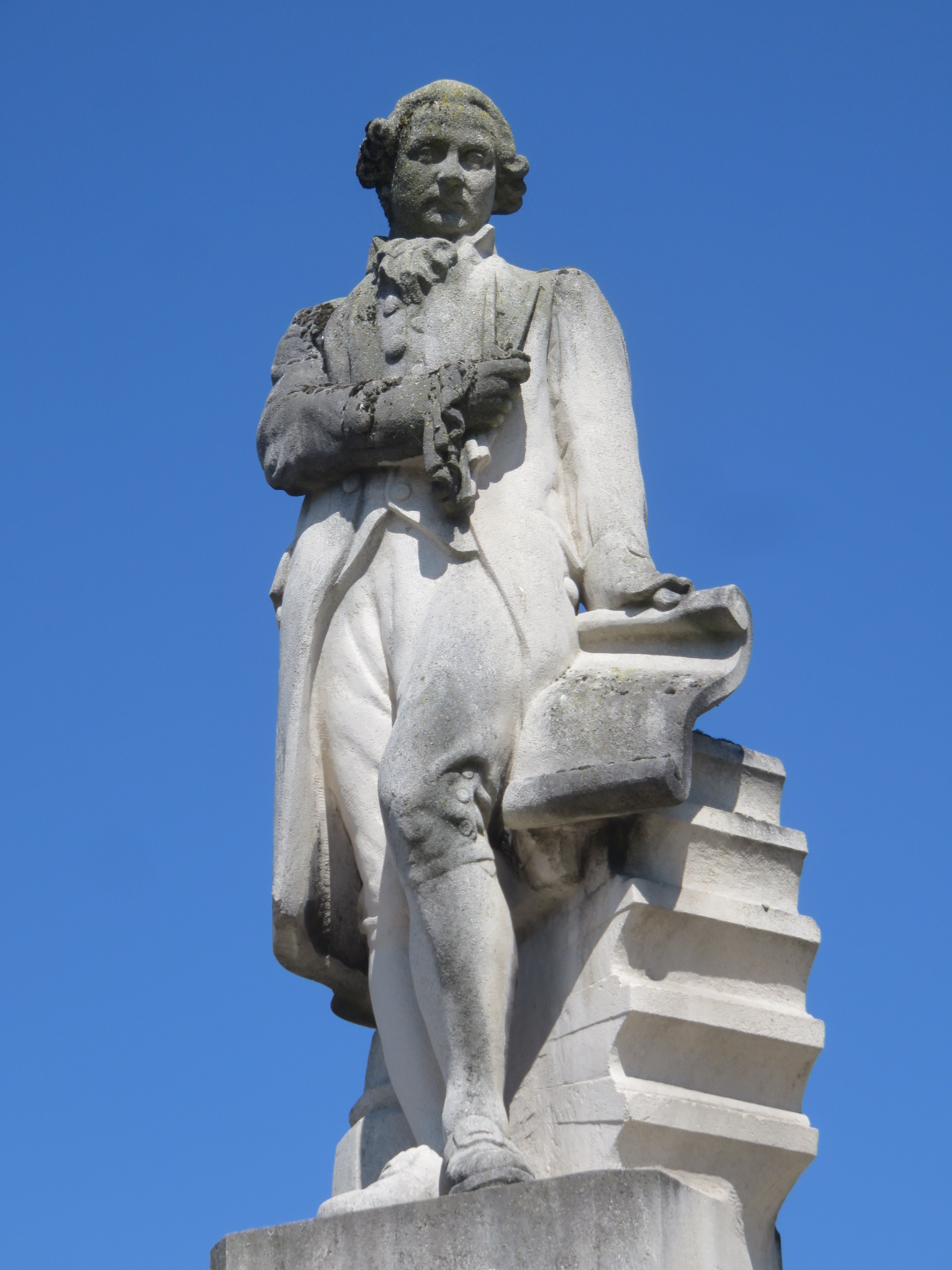
Claude de Jouffroy d'Abbans.

Le nom de la rue honore le marquis Claude de Jouffroy d'Abbans (1751-1832), architecte naval, ingénieur et industriel français, inventeur des bateaux à vapeur.

## Historique
De mars 1864 à 1994, la rue était dénommée « rue Jouffroy ». Elle est renommée « Jouffroy d'Abbans » par arrêté municipal du 13 juin 1994 afin de mettre un terme aux confusions, notamment postales, avec la rue Sauffroy qui est située dans le même arrondissement.

## Bâtiments remarquables et lieux de mémoire

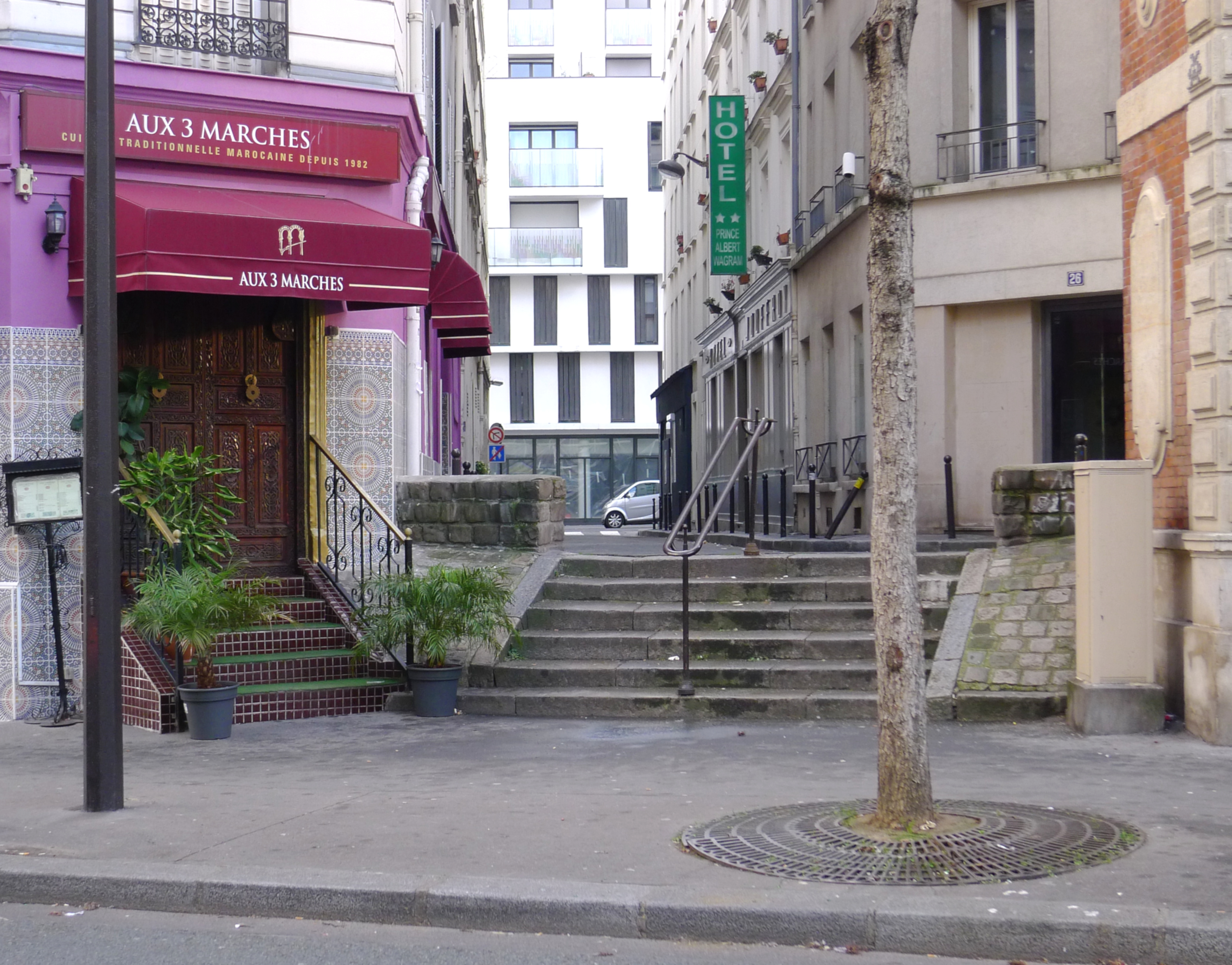
Escalier conduisant au passage Cardinet.

- Entre les No 11 et No 13 : escalier conduisant au passage Cardinet.
- No 20 : groupe scolaire dû à l'architecte Edmond Paulin.
- No 55 bis : l'éducatrice saint-simonienne et militante Julie Toussaint (1839-1923) est morte à cette adresse[4].
- No 62 : à cette adresse habitait[5] et est mort Philippe Gille (1830-1901). Son fils, le pianiste Victor Gille  (1884-1964), y est également né[6]. Philippe Gille avait fait installer deux balcons, l'un d'eux a été enlevé à la maison de Marat, l'autre à celle où descendit Charlotte Corday en arrivant à Paris[7].
- No 66 : à cette adresse habitait en 1885 l'artiste peintre Thérèse de Champ-Renaud[8].
- No 91 : emplacement des bureaux de l'Omnium des Produits Azotiques (OPA), intermédiaire entre l'État français et la Kölner Rottweil Aktien Gesellschaft (KR), filiale allemande de l’IG Farben, représentant le gouvernement allemand pour l’achat de poudres et d’explosifs aux poudreries françaises. Elle commande 37 tonnes de Zyklon B à l'usine française d'Ugine. Son siège social se situait au 1, rue de Téhéran.
- No 92 : dernier domicile et lieu du décès de Jean-François Durenne (1821-1909), ingénieur civil, maire de Courbevoie de 1872 à 1873. Le chirurgien Henri Mondor y habitait en 1938[9].

C'est dans cette rue que s'installa en 1881 Mathilde Marchesi, soprano et célèbre professeure de chant.